# Höhle von Tren
Die Höhle von Tren (albanisch Shpella e Trenit; auch Shpella e Ujkut für Wolfshöhle resp. Shpella tek „Gryka e Ujkut“ für Höhle bei der Wolfsschlucht) ist eine Höhle am südwestlichen Ende des Kleinen Prespasees in Albanien.

## Lage und Aufbau
Die Höhle liegt unweit des südwestlichen Endes des Kleinen Prespasees, wo See und Prespakanal (Verbindung zum Devoll) einen Einschnitt zwischen den Bergen bilden, die die Ebene von Korça bei Bilisht (Gemeinde Devoll) mit dem Seebecken verbindet. Das westliche Ende des Sees ist stark verlandet. Der Name der Höhle leitet sich vom Dorf Tren ab, das sich etwas mehr als einen Kilometer südöstlich befindet.

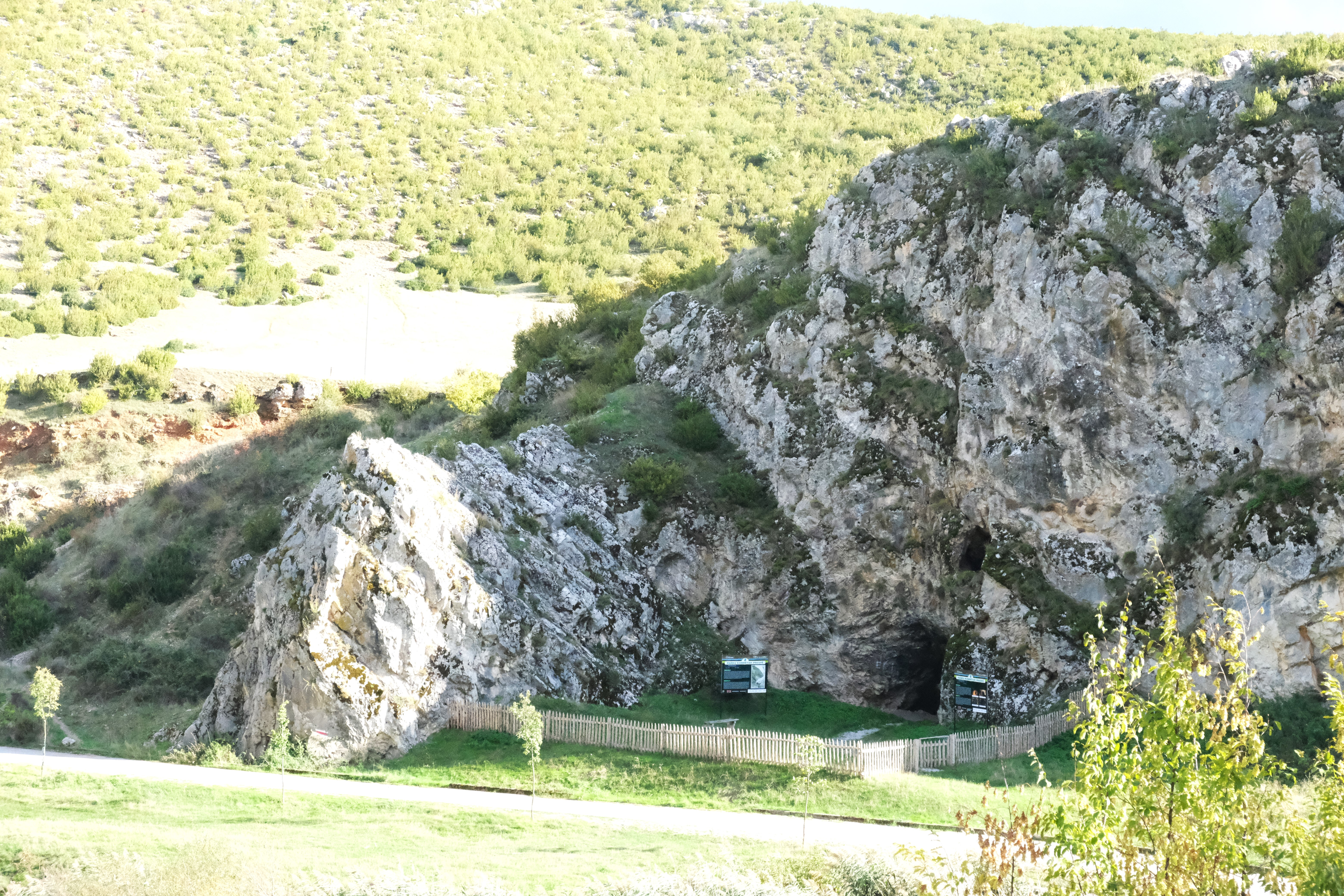
Der Felsen mit der Höhle (2024)

Der Höhleneingang ist rund 30–40 Meter vom Wasser entfernt, wo sich am Südufer des Kanals ein rund 15 Meter hoher Felsen erhebt. Die Höhle liegt im Karst. Auf der Geländeterrasse über der Höhle fanden sich ebenfalls Siedlungsspuren.:32
Die Höhle verfügt über einen Eingang, der rund sieben Meter breit und drei Meter hoch ist (nach älteren Angaben fünf Meter breit und vier Meter hoch). Eine zweite Öffnung etwas darüber misst etwa einen auf einen Meter. Rund neun Meter nach dem Eingang befindet sich eine erste Kammer von etwa 20 Metern Länge und neun Metern Breite (360 m²). Die Höhle ist nicht besonders hoch – kaum mehr als vier Meter. Es zweigen mehrere Gänge ab, die sich teilweise wieder vereinen, so in einer zweiten, etwas kleineren Kammer, die über 40 Meter lang, aber sehr unterschiedlich breit (wenige Meter bis 16 Meter) ist.  Insgesamt erreichen die Gänge eine Länge von etwa 250 Metern. Ein Teil davon steht einige Zentimeter bis ca. einen halben Meter unter Wasser. In der Vergangenheit war die Höhle zwischenzeitlich auch geflutet, was die Bildung von Speläothem ermöglichte.:13, 49 (Karte):32

## Historische Funde

### Höhle
Die Höhle wurde erstmals 1952 von Hasan Ceka und S. Anamali als historischer Fundplatz beschrieben. 1966 und 1967 wurde sie archäologisch im Detail untersucht.:31
Verschiedene Kulturschichten zeugen von einer langen Besiedlung von Höhle und der darüberliegenden kleinen Ebene, die sich bis ins Frühmittelalter zieht. Während gemäß älterer Literatur die ältesten Funde aus der Kupfersteinzeit stammten,:31 ist in jüngerer Literatur von mittlerer oder sogar früher Jungsteinzeit die Rede.:89
Kulturschichten:
- mittlere Jungsteinzeit
- Kupfersteinzeit (Tren I)
- Bronzezeit (Tren II, IIb)
- Eisenzeit (Tren III)
- Römische Zeit (Tren IV)
- Frühmittelalter (Tren V)

In der Höhle wurde Keramik gefunden, die mit der bronzezeitlichen Kultur von Maliq eng in Zusammenhang steht. Aus der Bronzezeit stammen neben Keramik auch Urnen. Viele metallene Objekte, die gefunden wurden, stammen aus der Eisenzeit. Aus dem Frühmittelalter stammen nur noch sehr wenige Funde, primär Keramik.:46 f
Gegen das Ende der Bronzezeit dehnte sich die Siedlung aus. Die Siedlung auf der Geländeterrasse verteilt sich über zwei Ebenen mit einer Fläche von 280 m² respektive 420 m². Sie wurde auch von einer einfachen Mauer eingezäunt.:32, 46 f

### Umgebung

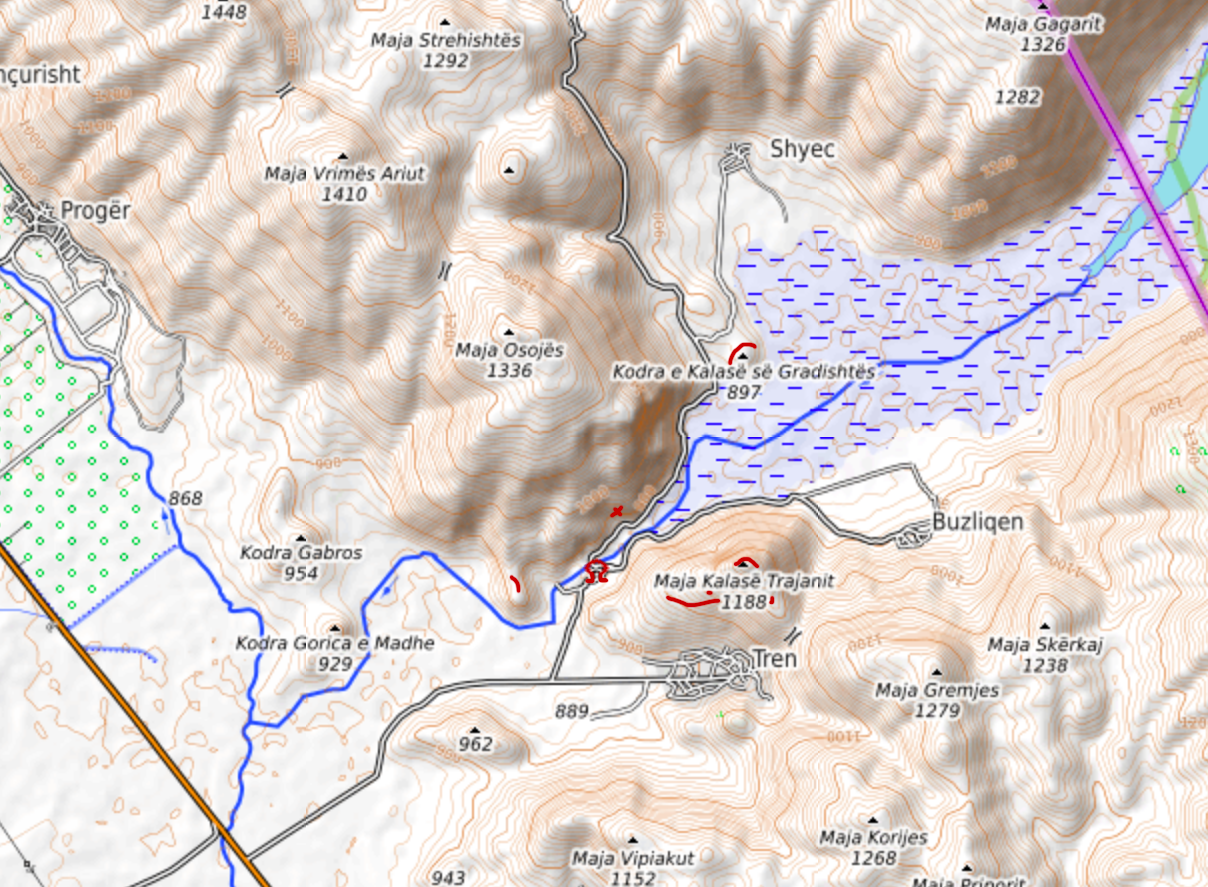
Karte der Region mit der Höhle, dem stark verlandeten See, den Felsbildern (x) und den historischen Befestigungen rund um Tren

Rund um die Höhle und das Dorf Tren gibt es noch einige andere frühzeitliche Fundplätze.
In engem Zusammenhang mit der Höhle steht eine Felszeichnung,:89 rund 500 Meter nordöstlich der Höhle von Tren an einer senkrechten Felswand etwa 40 Meter über dem Seeufer. Die Zeichnung erstreckt sich über eine Fläche von rund anderthalb auf etwas mehr als zwei Metern. Die Felsbilder wurden mit weißer Kalkfarbe aufgetragen und zeigen eine Jagdszene – nirgendwo sonst auf dem Balkan findet sich dieses Motiv wieder. Im unteren Abschnitt sind drei Reiter mit Speeren zu sehen, die begleitet von drei Hunden einen Hirsch jagen. Etwas abgesetzt darüber findet sich ein weiterer Reiter mit Hund. Die einzigartigen Felszeichnungen sind sehr wertvoll. Vergleichend mit den vom Motiv her ähnlichen Felszeichnungen von Valcamonica werden die Felsbilder von Tren in die Eisenzeit datiert.:88–91
Noch weiter, rund anderthalb Kilometer östlich am Nordufer des Sees, liegt die Festung Gradica e Shuec aus der späten Bronzezeit oder frühen Eisenzeit. Ein mehrere hundert Meter langer Erdwall umgab die Siedlung auf einer Anhöhe direkt am Seeufer.
Eine Befestigungsmauer und weitere Anlagen finden sich auch rund einen Kilometer westlich der Höhle auf dem Hügel Ventrok, der am Austritt der Gryka e Ujkut in die Korça-Ebene liegt.

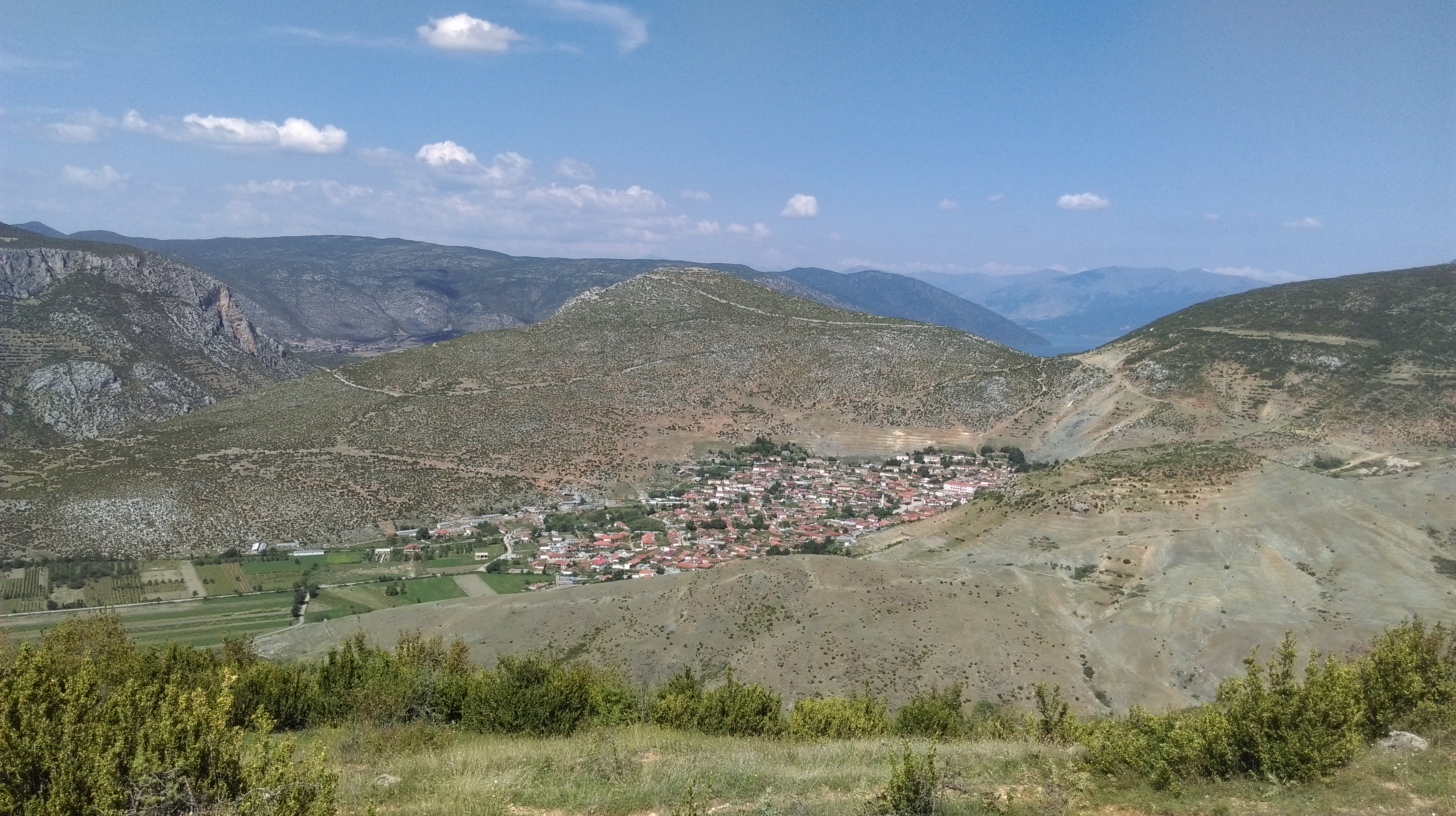
Das Dorf Tren mit dem darüberliegenden Berg Trajan. Die Höhle von Tren liegt am linken Bildrand vom Bergrücken verborgen.

Umfangreiche Befestigungsanlagen sind östlich der Höhle am Berg Trajan (1188 m ü. A.) über dem Dorf Tren erhalten. Die rund drei Kilometer langen Trockenmauern stammen aus der frühen Eisenzeit und aus der Spätantike. Sie umfassen eine Akropolis und mehrere Innenburgen. Die Burg von Trajan wurde bis ins Mittelalter genutzt. Damals war sie vielleicht der Stützpunkt Diabolis des Bulgarenkaisers Basileios II.

## Fauna
Die Höhle von Tren ist in der Prespa-Region die wichtigste Höhle für Fledermäuse und eine der wichtigsten in Albanien.:58 Es leben dort große Kolonien von mehreren Tausend Tieren im Sommer, andere Arten überwintern und andere finden im Herbst Schutz in der Höhle.:15 1991 beherbergte die Höhle rund 10.000 Exemplare der Langfußfledermaus (Myotis capaccinii), damals die größte bekannte Kolonie in Europa. 1995 konnte nur noch ein kleiner Teil davon nachgewiesen werden, aber insgesamt sieben Fledermausarten.:58 Drei weitere wurden bei späteren Untersuchungen nachgewiesen.:58 f
Zu den brütenden Fledermausarten in der Höhle gehören neben der Langfußfledermaus auch das Große Mausohr (Myotis myotis). Zur Überwinterung wird die Höhle neben der Langfußfledermaus auch von der Großen Hufeisennase (Rhinolophus ferrumequinum), der Kleinen Hufeisennase (Rhinolophus hipposideros) und Langohrfledermäusen (Plecotus sp.; unbekannte Art) genutzt. Männliche Langflügelfledermäuse (Miniopterus schreibersii)  frequentieren die Höhle von Tren im Sommer und Herbst.:15 Zudem wurden die Wasserfledermaus (Myotis daubentonii), die Blasius-Hufeisennase (Rhinolophus blasii), die Mittelmeer-Hufeisennase (Rhinolophus euryale), die Europäische Bulldoggfledermaus (Tadarida teniotis) und die Breitflügelfledermaus (Eptesicus serotinus) nachgewiesen.:22:98 ff Die Entfernung eines Gitters am Höhleneingang um das Jahr 2011 und die Nutzung der Höhle als Unterstand für Schafherden dürften die Fledermauspopulationen beeinträchtigen.:25, 27:102
Weiter wurden in der Höhle ein Käfer der Art Cyphogenia lucifuga und der Art Blaps sp. (Familie der Schwarzkäfer) sowie eine Spinne der Art Sulcia aus der Familie der  Leptonetidae gefunden, die der Sulcia cretica lindberg sehr ähnlich ist.:15

## Schutz und Beeinträchtigung
Die Höhle von Tren ist als nationales Naturdenkmal und als nationales Kulturdenkmal geschützt.:25
Verschiedene menschliche Einflüsse wirken sich störend auf die Fledermäuse aus (siehe oben). Arbeiten in einem nahen Steinbruch gefährden sowohl Fledermäuse als auch die Höhle an sich. Der Schutz des Gebiets ist schlecht, da ein Großteil des Gebiets Privateigentum ist.:28
Die Promotion der Höhle als Tourismusattraktion, die zudem noch direkt neben einer asphaltierten Straße liegt, wirkt sich negativ auf die Bedürfnisse des Umweltschutzes aus.:102